# Padang Bujur Baru
Padang Bujur Baru is een bestuurslaag in het regentschap Padang Lawas Utara van de provincie Noord-Sumatra, Indonesië. Padang Bujur Baru telt 32 inwoners (volkstelling 2010).